# حوضه (شهر)
حوضه (به ترکی استانبولی: Havza) شهری است در کشور ترکیه که در استان سامسون واقع شده‌است. جمعیت این شهر بر اساس سرشماری سال ۲۰۰۸ میلادی ۲۰٬۳۳۷ نفر و بر اساس برآوردهای سال ۲۰۰۹ میلادی ۱۹٬۶۷۲ نفر می‌باشد.